# Schroederichthys maculatus
Schroederichthys maculatus es una especie de peces de la familia Scyliorhinidae en el orden de los Carcharhiniformes.

## Morfología
• Los machos pueden llegar alcanzar los 33 cm de longitud total.

## Alimentación
Come peces osteíctios  y cefalópodos.

## Hábitat
Es un pez de mar que vive entre 190-412 m de profundidad.

## Reproducción
Es ovíparo.

## Distribución geográfica
Se encuentra en el  Atlántico occidental central: Honduras y Nicaragua.